# Odens flisor

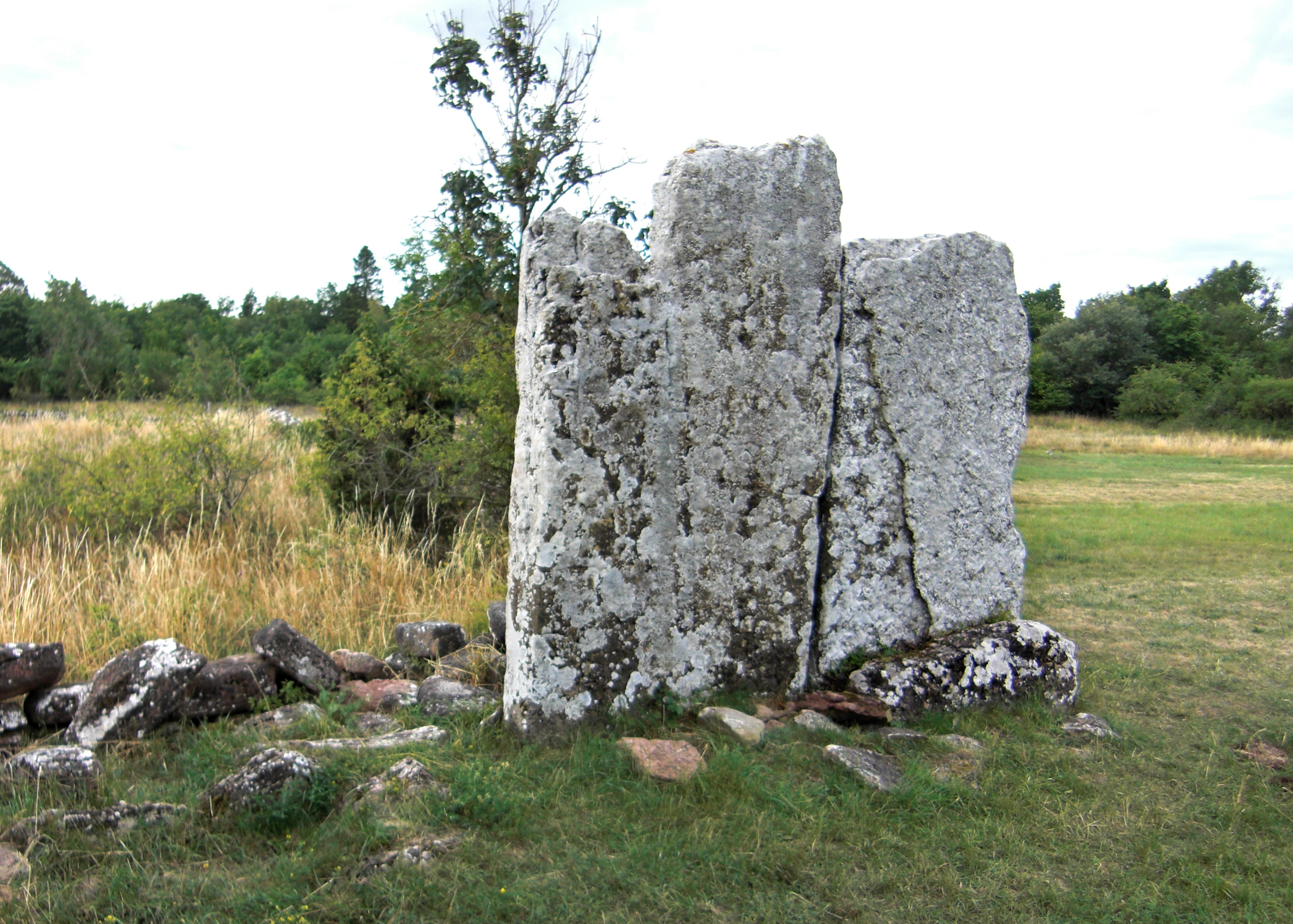
Odens flisor – Odins Platten auf Öland

Odens flisor (deutsch „Odins Platten“) ist der Name mehrerer Denkmäler in Schweden. 
Sie befinden sich in Hudene (etwa 2,5 m hoch), in Jällby (etwa 2,0 m hoch) (alle in Västra Götalands län) und in Gärdslösa-Högsrum auf Öland. Die letzteren werden in die Eisenzeit datiert.

## Öland
Odens Flisor auf Öland bestehen aus zwei etwa 2,5 bis 3,0 m hoch aufragenden eng benachbarten Kalksteinplatten. Die Platten sind Teil eines Gräberfeldes mit etwa 40 Gräbern. In den frühen 1900er Jahren erfolgte eine archäologische Ausgrabung, bei der sechs Gräber untersucht wurden. Man fand die Skelette von drei Personen, einem Erwachsenen und zwei jüngere Personen, sowie Alltagsgegenstände. 
Der Legende nach war es ursprünglich ein einziger Stein, der zerbrach, als Odin sein Schwert durch den Stein stieß, um sein Pferd Sleipnir anzubinden.

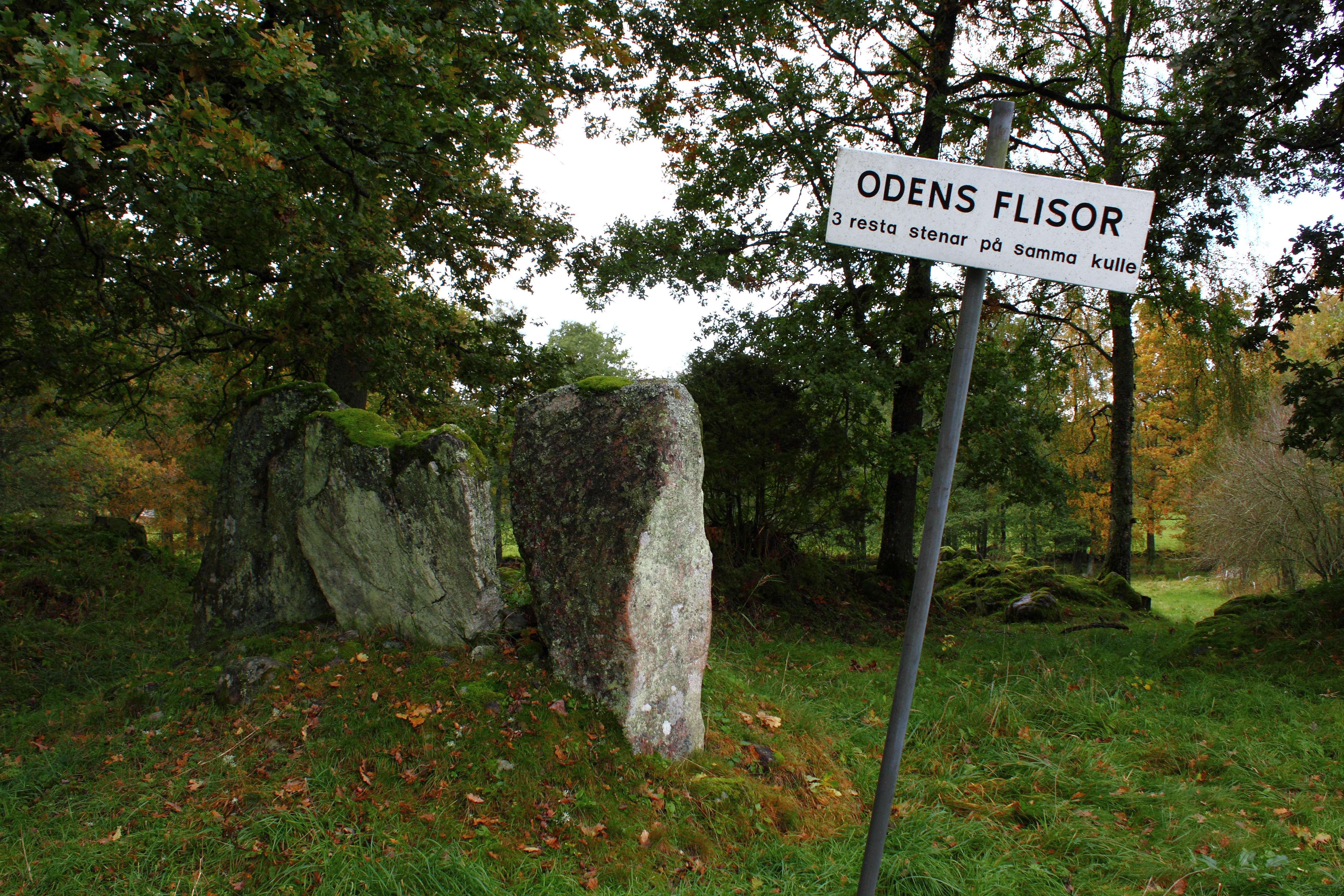
Odens flisor von Jällby

## Jällby
Warum die Menschen Odinsplatten aufstellten (Höga flisa), ist unklar. Der Historiker Folke Svensson glaubt, dass die drei stehenden Steine von Jällby die höchsten nordischen Götter symbolisieren: Odin, Thor und Freyr. Wenn dies der Fall wäre, wäre es denkbar, dass Odens Flisor als Opferstätte errichtet wurde oder ein Ort ritueller Zeremonien war. Es gibt auch Theorien, nach denen die Steine gefallene Könige symbolisieren. 

## Hudene
Auf einer Weide in Hudene, südöstlich von Herrljunga stehen seit über 2000 Jahren drei große Menhire dicht benachbart. Der Ort nahe der abgerissenen Kirche, von der nur noch die Fundamente sichtbar sind, soll als Begräbnisstätte genutzt worden sein.

## Koordinaten
- Odens flisor Hudene: 58° 3′ 14″ N, 13° 5′ 9″ O
- Odens flisor Jällby: 58° 1′ 36″ N, 12° 59′ 37″ O
- Odens flisor Högsrum: 56° 45′ 59″ N, 16° 37′ 5″ O

- Karte mit allen Koordinaten:
- OSM |
- WikiMap